# رشيد محمود طه الرفاعي
رشيد بن محمود السيد طه آل ياسين الرفاعي هو سياسي عراقي شغل منصب وزير العدل في حكومة عبد الكريم قاسم بعد استقالة الوزير مصطفى علي لأسباب صحية.
وتخريج السيد رشيد من مدرسة الحقوق سنه 1928 وهو الأول على دفعته، فأرسلته الحكومة في بعثة إلى فلسطين لدراسة اللغة الإنجليزية في جامعة القدس لمدة سنتين وبعدها أرسل إلى بريطانيا ودرس القانون والاقتصاد في كلية لندن للاقتصاد.
عين قنصلا للعراق في بيروت ثم أعيد إلى بغداد ليشغل منصب مدير الإقامة والسفر والجنسية حتى سنة 1941. وبعدها مارس المحاماة إلى سنة 1948 ثم شغل منصب رئيس محاكم الاستئناف في البصرة ثم عاد إلى بغداد بعد 4 سنوات وعين بمنصب مدون قانوني في وزارة العدل حيث اختير بعدها بمنصب مدير عام في وزارة الإعمار في مجلس الإعمار لسنه 1958 في العهد الملكي.
وبعد ثورة 14 تموز عاد ثانية إلى وزارة العدل بمنصب مدون قانوني أمضى فترة ثم اختير رئيسا لديوان التدوين القانوني.
شغل منصب وزير العدل في حكومة عبد الكريم قاسم بعد استقالة الوزير مصطفى علي لأسباب صحية، واستمر بعمله وزيرا حتى ثورة 8 شباط 1963 وأحيل على التقاعد.
توفي في بغداد سنه 1986 حيث كان عمره 78 سنة.